# Mayme Kelso
Mayme Kelso (28 de febrero de 1867-5 de junio de 1946) fue una actriz cinematográfica estadounidense, activa en la época del cine mudo. Entre los años 1911 y 1927 actuó en un total de 79 producciones.

## Biografía
Nacida en Columbus, Ohio, se inició como actriz teatral, actuando en el circuito de Broadway (Nueva York), principalmente en comedias musicales representadas entre 1896 y 1911. También actuó en la adaptación de la opereta de Oscar Straus Ein Walzertraum (1908), y en la pieza de William Shakespeare El sueño de una noche de verano (1903, con William Farnum y Etienne Girardot).
Su carrera cinematográfica, exclusivamente en el cine mudo, se inició en 1911. Entre sus películas más destacadas figuran Rebecca of Sunnybrook Farm, de Marshall Neilan (1917, con Mary Pickford), dos filmes de Cecil B. DeMille, Male and Female y Why Change Your Wife? (ambos con Gloria Swanson y Thomas Meighan), y The Unchastened Woman de James Young (1925, con Theda Bara y Wyndham Standing). Su última película, estrenada en 1927, fue The Drop Kick, de Millard Webb (con Richard Barthelmess y Barbara Kent).
Mayme Kelso falleció en South Pasadena, California, en 1946, a causa de un infarto agudo de miocardio. Sus restos fueron incinerados, y las cenizas entregadas a los allegados.

## Teatro (íntegro)
- 1896-1897 : The Geisha, de Sidney Jones, Harry Greenbank y Owen Hall
- 1900 : Broadway to Tokio, de A. Baldwin Sloane, Reginald De Koven, Louis Harrison y George V. Hobart
- 1902 : The Defender, de Charles Dennee y Allen Lowe
- 1903 : El sueño de una noche de verano, de William Shakespeare
- 1907 : The Hurdy-Gurdy Girl, de H. L. Heartz y Richard Carle
- 1908 : Ein Walzertraum, de Oscar Straus, Felix Dörmann y Leopold Jacobson
- 1911 : Hell, de Robert Hood Bowers, Irving Berlin y Maurice Levi, escenografía de George F. Marion
- 1928 : The Shanghai Gesture, de John Colton

## Selección de su filmografía
- 1911 : Little Red Riding Hood, de James Kirkwood Sr. y George Loane Tucker
- 1912 : Human Hearts, de Otis Turner
- 1915 : Dr. Rameau, de Will S. Davis
- 1916 : Man and His Angel, de Burton L. King
- 1917 : The Coast of Hatred, de George Melford
- 1917 : Lost and Won, de Cecil B. DeMille y Frank Reicher
- 1917 : Rebecca of Sunnybrook Farm, de Marshall Neilan
- 1917 : The Secret Game, de William C. de Mille
- 1917 : The Primrose Ring, de Robert Z. Leonard
- 1918 : The White Man's Law, de James Young
- 1918 : His Birthright, de William Worthington
- 1918 : The Cruise of the Make-Believes, de George Melford
- 1918 : The Honor of His House, de William C. de Mille
- 1918 : The Things We Love, de Lou Tellegen
- 1918 : Old Wives for New, de Cecil B. DeMille
- 1919 : You Never Saw Such a Girl, de Robert G. Vignola
- 1919 : Cheating Cheaters, de Allan Dwan
- 1919 : Men, Women, and Money, de George Melford
- 1919 : In for Thirty Days, de Webster Cullison
- 1919 : A Very Good Young Man, de Donald Crisp
- 1919 : Male and Female, de Cecil B. DeMille
- 1920 : Simple Souls, de Robert Thornby
- 1920 : Don't Ever Marry, de Victor Heerman y Marshall Neilan
- 1920 : Help Wanted-Male, de Henry King
- 1920 : Conrad in Quest of His Youth, de William C. de Mille
- 1920 : Why Change Your Wife?, de Cecil B. DeMille
- 1921 : The Lost Romance, de William C. de Mille
- 1921 : Her Study Oak, de Thomas N. Heffron
- 1922 : For the Defense, de Paul Powell
- 1922 : Clarence, de William C. de Mille
- 1922 : Kick In, de George Fitzmaurice
- 1923 : The World's Applause, de William C. de Mille
- 1923 : The Love Piker, de E. Mason Hopper
- 1923 : The Marriage Market, de Edward LeSaint
- 1924 : Nellie, the Beautiful Cloak Model, de Emmett J. Flynn
- 1925 : Dollar Down, de Tod Browning
- 1925 : The Unchastened Woman, de James Young
- 1925 : Seven Keys to Baldpate, de Fred C. Newmeyer
- 1926 : Whispering Wires, de Albert Ray
- 1927 : Vanity, de Donald Crisp
- 1927 : The Drop Kick, de Millard Webb

## Galería fotográfica

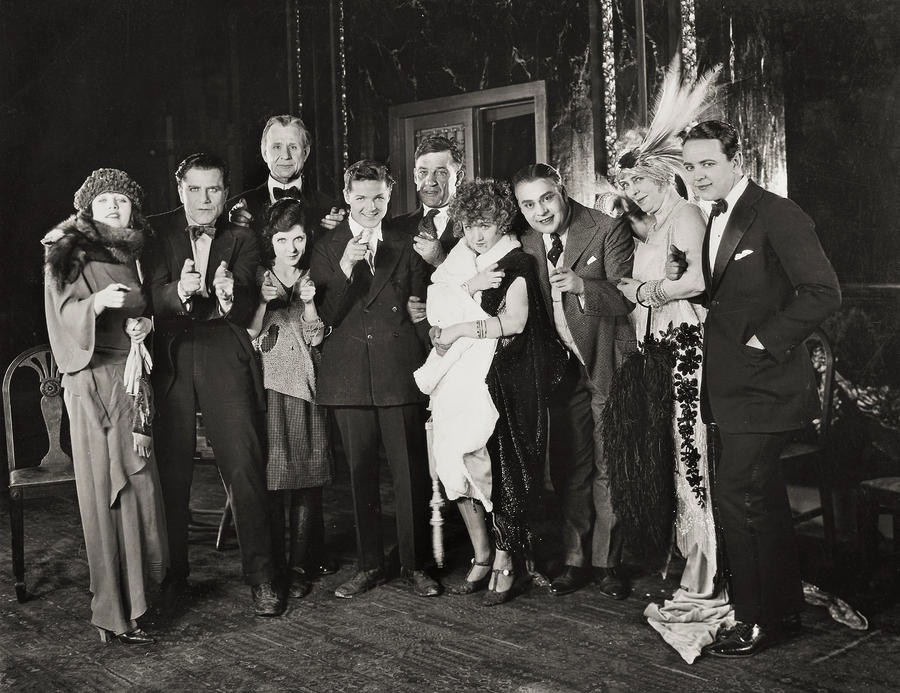
De izq. a der. : Betty Compson, Bert Lytell, Charles Ogle, May McAvoy, Gareth Hughes, Walter Long, Kathleen Clifford, Jed Prouty, Mayme Kelso y Robert Agnew en Kick In (1922)
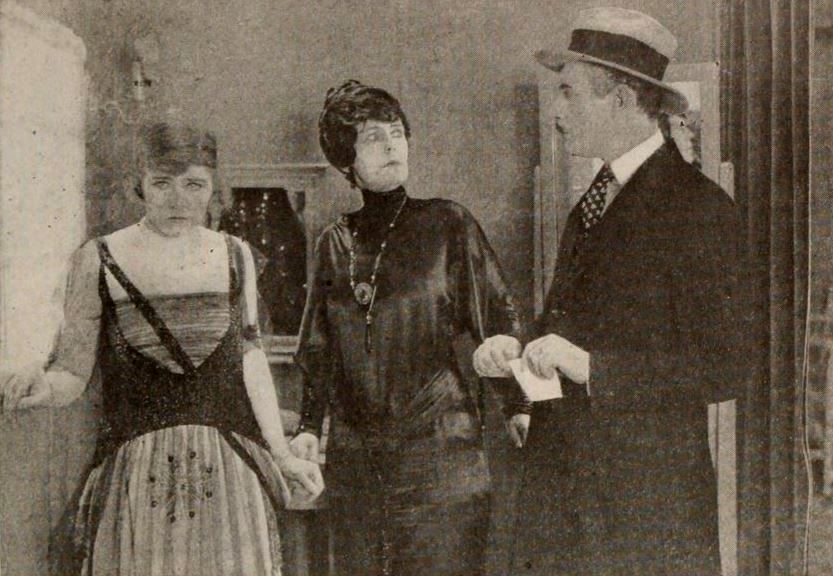
Escena de Men, Women, and Money (1919), con Ethel Clayton, Mayme Kelso y Lew Cody
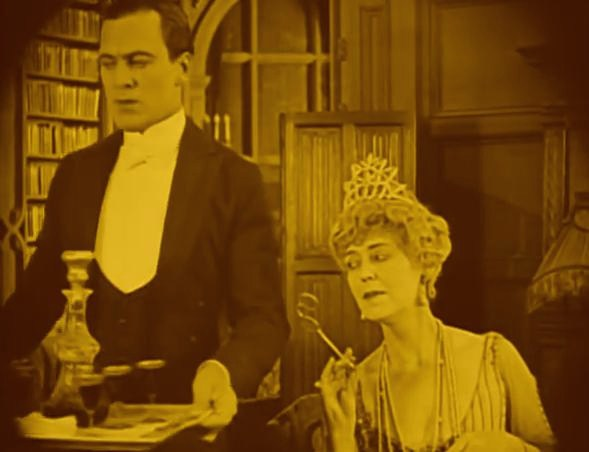
Con Thomas Meighan en Male and Female (1919)